# コルビルレイク
コルビルレイク (Colville Lake、K'áhbamį́túé、「ライチョウの巣がある場所」の意味) とは、カナダの北西準州サートゥ地域にある集落。集落は北極線の50キロメートル北、ノルマンウェルズの北東、同名の湖にある。この集落はベフトジ・アーダ一隊政府により管理されている。

## 人口統計
この集落の人口は2016年現在で129人であり、前回の国勢調査に比べて13.4パーセント減少した。2017年、北西準州の政府は人口は157人であり、2006年以来の年平均人口増加率は1.2%であると報告した。北西準州政府は、人口の大部分にあたる148名がカナダの先住民であるサーチュやディネであるとも報告している。彼らはファースト・ネーションのベフトジ・アーダによって代表され、サーチュ・ディネ評議会に所属している。

## 地理と気候
コルビルレイクはイエローナイフから飛行機で745キロメートル北西にある。地形はクロトウヒが小さくまばらに広がっていることに特徴づけられる。他に生息している植物としては、コケ、地衣類、草、ハンノキ属などがある。冬の月は10月に始まり、4月まで続く。5月は春、もしくは氷が融ける期間と見なされている。5月の終わりか6月の初めまでには、いくらか変化はあるが、湖や川からは通常氷がなくなる。6月、7月、8月は夏の月と考えられており、気温は20度台半ばで推移する。ときには気温が30度台前半に達することもある。9月末までには、再び凍結がよく進行する。

## 歴史

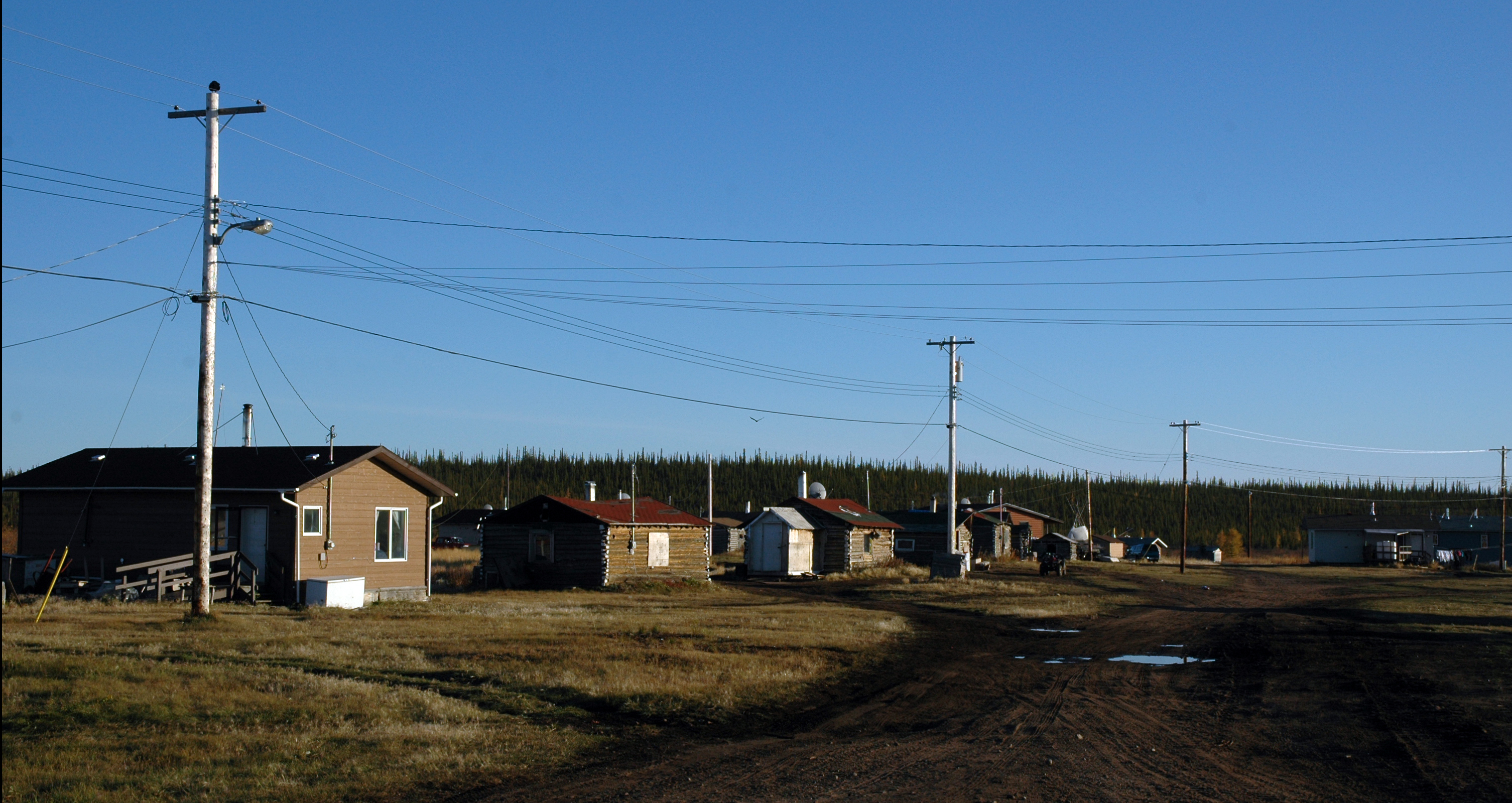
秋のコルビルレイク

コルビルレイクは先祖代々ハレスキン（サーチュ）の居住地であり、2006年現在でもなおここに住み続けている。ヨーロッパ人がサーチュと接触したとき、サーチュの数はそれほど多くなく、人口は1000人未満で、6人か7人の一隊で暮らしていた。サーチュは平和な集団で、ホッキョクウサギなどの小さな動物を使うことで知られている。コルビルレイクはノーススレーブ地域のディネ部族の伝統的な居住地なので、あらゆる面で完全に伝統的な集落だといえる。神父のエミール・ペティトットは1864年にここにキリスト教を持ち込んだのにもかかわらず、1962年にカトリック教会の使節によって設立されるまで、ここに共同体はなかった。

## 観光
現代では、雪の聖母マリア教会の使節の場所を訪れることができる。人々を惹きつけるものの一つに、山荘での釣りがある。コルビル湖はグレーリング、マス、そしてノーザンパイクの住みかとなっている。山荘の隣に、美術館や博物館もある。町を回ると、商店が2軒と、朝食を提供する旅館がある。